# Петко Недялков
Петко Недялков е български астроном и поет.

## Биография
Роден е през 1963 г. в Плевен. Работи в НАО-Кърджали (1988-1994) и Софийския университет „Св. Климент Охридски“ (от 1994). От 2005 г. е доцент в катедра „Астрономия“, а от 2011 г. е ръководител на катедрата. Научните му интереси са в областта на звездни населения в близки галактики, звезди с висока светимост, нови звезди, газова и прахова съставяща на галактичните дискове, радиоизлъчване на неутралния атомен водород и въглеродния окис, рентгенови източници и кълбовидни купове. Автор е и на публикации по археоастрономия, в които са изследвани астрономически мотиви в българската и руската православна иконография.
Петко Недялков се изявява и в областта на литературната критика, като специално се интересува от поезия, свързана с астрономията и космоса. През 90-те години води рубриката „Космическа поезия“ в сп. „Андромеда“, където представя космическите аспекти в творчеството на Теодор Траянов, Кирил Христов, Николай Лилиев, Иван Давидков и др. Негови рецензии за творчеството на съвременни български автори са публикувани в сп. „Пламък“.
През 2008 г. Петко Недялков дебютира в поезията с книгата „Другото небе“, посрещната с интерес от литературната критика. През 2013 излиза книгата му „Букет“, в която са събрани преводи на стихотворения на поети от Норвегия, Русия, Румъния и Сърбия. Сред преведените автори са Улав Хауге, Иван Козлов, Николай Рубцов и др.